# More, more
More, more je hrvatska glazbena skupina iz Splita.
Ime ove neformalne skupine još je temom dvojba, radi li se o igri riječi "more može" ili samo "more, more" iz pjesme “More”.  Izvode klasike šezdesetih i sedamdesetih.
Članovi su surađivali s drugim skupinama i stvarali privremene projekte poput More More Jazz Acoustic, spajanjem dijela grupa More More iz Splita (Zvonimir Boldin flauta i Hammond orgulje i Jadran Dučić Ćićo na bubnjevima) i AJ Jazz Quintet iz Zadra (Ante Jeličić klavir, Josip Marcelić kontrabas i Elena Stella vokal).
Članovi su poznati veterani splitske glazbene pozornice:
- Zvonimir Boldin – flauta, Hammond orgulje
- Leon Jurić
- Matko Maleš
- Nenad Bego
- Jadran Dučić Ćićo – bubnjevi
- Jelena Rade - vokalistica